# 토마스피그미쥐
토마스피그미쥐(Mus sorella)는 쥐과 생쥐속에 속하는 설치류의 일종이다. 앙골라와 카메룬, 콩고, 콩고민주공화국, 가봉, 케냐, 르완다, 남수단, 탄자니아, 우간다에서 발견된다. 자연 서식지는 아열대 또는 열대 기후 지역의 습윤 저지대 숲과 습윤 저산대 숲, 건조 사바나 지역이다.